# Хризобалановые
Хризобала́новые (лат. Chrysobalanáceae) — семейство двудольных растений, входящее в порядок Мальпигиецветные, включающее в себя 18 родов и около 535 видов деревьев и кустарников. Растения, принадлежащие к этому семейству, растут в основном в тропических и субтропических областях.

## Роды
- Acioa — Ациоа. Палеотропический вид с большей часть видов в Африке и несколькими видами в Южной Америке
- Afrolicania
- Atuna
- Bafodeya
- Chrysobalanus — Хризобаланус
- Couepia
- Dactyladenia
- Exellodendron
- Grangeria
- Hirtella — Хиртелла. Южноамериканские кустарники
- Hunga
- Kostermanthus
- Licania — Ликания. Деревья и кустарники из Южной и Центральной Америки
- Magnistipula
- Maranthes
- Neocarya
- Parastemon — Парастемон
- Parinari — Паринари. Африканский род. Некоторые виды из этого рода — деревья высотой до 60 м, другие — полукустарники. Плоды многих видов паринари высоко ценятся в Южной Африке